# Nervous Chillin'
Nervous Chillin est un groupe belge de punk rock, originaire d'Habay-la-Neuve, en Région wallonne. Ils jouent un Punk-Rock mélodique et énergique influencé par des groupes comme The Clash, Rancid, et les Bouncing Souls.

## Historique
Nervous Chillin' s'est formé aux alentours de 1999 entre une bande de punks et de skateurs. Nervous Chillin' publie très vite un cd demo home explosive ainsi qu'un split cd avec le groupe Bruxellois side show sur le label fuck-a-goat. Grâce à cette démo ils joueront dans des festivals avec des groupes tels que DOWN BY LAW, BURNING HEADS, NO FUN AT  ALL, G.B.H, 59 TIMES THE PAIN. Son premier album studio, intitulé The Kids and Liberty sortie sur le label  I scream records, en 2003. Ce premier opus est bien accueilli par la presse spécialisée et le public.Le groupe commencera à se produire de plus en plus en Allemagne et en France, surtout en Bretagne ou la scène punk est très active. Le nouvel album  permettra aussi au groupe de jouer quelques dates avec TOTAL CHAOS, LEFTOVER CRACK. Très vite le groupe voulut effectuer l’enregistrement d’un deuxième album studio. Cependant, par manque de moyen, ils publient un EP 45 tours intitulé Somebody en 2004. 
En 2005 sort leur deuxième album studio, Bad Reputation sur I scream records.
En juillet 2005, Winged Skull Records annonce sur son site web la sortie de l'EP cinq titres B-Sides, reprenant les trois titres sortis sur leur 45 tours Somebody, accompagnés de deux inédits et d'un clip vidéo de leur titre Somebody. L'EP est disponible à quelques-uns de leurs concerts comme au Wardin' Rock Festival ou il partage l'affiche avec Dog Eat Dog, au Hot Meat Festos avec Les Caméléons, et au Street-Live Festival avec The Real McKenzies. Le groupe signe avec le management Allemand Muttis booking et tourne dans toute l'Europe avec THE SLACKERS et THE MOVEMENT, puis dans la foulée une tournée avec THE MISFITS et US BOMBS. Le groupe tournera encore quelques années avec des groupes comme ANTI FLAG,  THE TURBO ACS, US BOMBS, UK SUBS, MAD SIN, THE BRIEFS, BOUNCING SOULS, THE EXPLOITED, THE BUSINESS. On peut aussi retrouver le groupe sur des compilations Punk Européennes. Des membres quittèrent le groupe pour d'autres projets, certains continueront encore deux ans, puis par la suite ne donneront plus signe d'activité.
Le groupe se reformera courant 2024. Ils donneront leur première date le 30 novembre en Belgique en compagnie du groupe Ska-Punk français PO.BOX et du groupe Skate-Anarcho Punk Luxembourgeois Petrograd.

## Discographie

### Albums studio
- 2003 : The Kids and Liberty- I scream records
- 2003 THE KIDS AND LIBERTY- NO LABEL RECORDS- CASSETTE PLAYER
- 2005 : Bad Reputation- I scream records

### Autres
- 1999 : Home Explosive
- 1999 : HOME EXPLOSIVE- CASSETTE PLAYER
- 2000 : Split  Sideshow- fucka-goat records
- 2002 : brazil records compilation :  nervous chillin-moon invaders-tuttle
- 2003 : Tales from the Winged Skull "Going Out" (compilation)
- 2003 : GOING OUT- ( CD SINGLE ) I SCREAM RECORDS
- 2004 : Somebody (EP)
- 2005 : B-Sides (EP)- Winged Skull
- 2005 : In Defense of Rock II (compilation ; avec la chanson Don't Feel the Same)
- 2.006: I SCREAM SUMMER SAMPLER 2.006- " THE WORLD TODAY"